# 20. Nationaler Parteikongress der Kommunistischen Partei Chinas
Der 20. Nationale Kongress der Kommunistischen Partei Chinas (KPCh), auch als Èrshí Dà (Chinesisch: 二十大) bezeichnet, tagte vom 16. Oktober 2022 bis zum 22. Oktober 2022 in der Großen Halle des Volkes in Peking. Auf dem Parteikongress wurde eine neue Zentralkommission zur Disziplinarkontrolle bestätigt und das 20. Zentralkomitee der KPCh gewählt. Direkt nach dem Ende des Parteikongresses fand die 1. Plenarsitzung des neu gewählten Zentralkomitees statt, auf der die Wahl zum Politbüro der KPCh und des Ständigen Ausschusses der KPCh bestätigt wurde.

## Hintergrund
Die Vorbereitungen für den 20. Parteikongress begannen bereits im Jahr 2021 und fanden ihren Abschluss in der 7. Plenarsitzung des 19. Zentralkomitees Anfang Oktober. Die Wahlen der Delegierten begannen ebenfalls im November 2021. Bis zum 25. September 2022 wurden aus über 96,7 Millionen Mitgliedern der Kommunistischen Partei 2.296 Delegierte ausgewählt, die aus verschiedenen Provinzen stammen und unterschiedlichen Ethnien angehören.
Im Mai 2022 veröffentlichte die Verwaltung der KPCh eine Reihe von Regularien, die bereits pensionierte Mitglieder davor warnte, „negative“ politische Kommentare öffentlich zu äußern. Sollten derartige Probleme vor dem Kongress auftreten, zögen diese Verstöße ernsthafte Disziplinarmaßnahmen nach sich.
Darüber hinaus gab es Ende September 2022 Gerüchte in den sozialen Medien, dass es einen Sturz innerhalb der Partei gegeben habe. Als Präsident Xi Jinping jedoch kurze Zeit später in der Öffentlichkeit erschien, waren diese Gerüchte widerlegt.
Am 15. Oktober fand ein Vorbereitungstreffen statt, dessen Vorsitz Xi Jinping innehatte. Dabei wurden das Präsidium des 20. Parteikongresses und das Qualitätskontrollkomitee gewählt. Während des Treffens wurde Wang Huning zum Generalsekretär des Kongresses gewählt. Am selben Tag hielt das Präsidium unter dem Vorsitz von Wang Huning seine erste Sitzung ab.

### Protest
In den Tagen vor dem Beginn des Kongress fanden ungewöhnliche Proteste in Peking und anderen Städten Chinas statt. Auf den Protestbändern war zu lesen, dass Teile der Bevölkerung die strikten Corona-Maßnahmen ablehnten. Wer die Protestbanner aushängte und wer den landesweiten Protest organisierte, ist nicht bekannt.

## Eröffnungsrede
Am 16. Oktober eröffnete Xi Jinping den Kongress mit einer 104-minütigen Rede. Darin verteidigte er Chinas Null-Covid-Politik und betonte die Rückkehr Hongkongs vom Chaos zur ordentlichen Regierungsführung. Zu Haltung Chinas gegenüber Taiwan sprach er von einer „friedlichen Wiedervereinigung“, lehnte jedoch Gewaltanwendung nicht ab. Zu Chinas Position in der Weltpolitik sagte Xi, dass „Chinas internationaler Einfluss, Wirkung und Macht auf die Welt haben signifikant zugenommen“ hätten. Kommentatoren betonten, dass die Rede Kontinuität statt Aufbruch vermittelte.

## Verlauf des Parteitags

### Revision des Parteistatuts
Während des Parteitags änderten die anwesenden Delegierten das Statut der Kommunistischen Partei Chinas. Die Änderungen bezogen sich auf die Ablehnung gegenüber separatistischen Tendenzen in Taiwan: 
„Diese Revisionen betonen die Verpflichtung der Partei zur Errichtung eines starken Militärs mit chinesischen Charakteristiken, zum ständigen und nachhaltigen Fortschritt der 'Ein Land, Zwei Systeme'-Politik und die fortschreitende nationale Wiedervereinigung und die Bildung einer Gemeinschaft mit einer gemeinsamen Zukunft, die den Trend zum menschlichen Fortschritt anführt“.

(“These revisions reaffirm the Party's commitment to building a strong military with Chinese characteristics, making sustained and steady progress with the One Country, Two Systems policy, advancing national reunification, promoting the building of a human community with a shared future, and leading the tide of human progress.”)

### Wahl der Zentralen Disziplinarkommission
Im Rahmen des Parteitags wird neben dem Zentralkomitee auch die Zentrale Disziplinarkommission gewählt. die für die Aufrechterhaltung der Parteidisziplin verantwortlich ist und laut dem Statut der Kommunistischen Partei auch gegen Korruption vorgeht. Das Amt des Sekretärs der Zentralen Disziplinarkommission hat daher auch erhebliches politisches Gewicht. Der bisherige Sekretär Zhao Leji wurde innerhalb der Parteihierarchie befördert und durch Li Xi ersetzt, der Xi Jinping bereits aus früheren Stationen kennt.

### Wahl des Zentralkomitees
Das Zentralkomitee tagt in den Jahren zwischen den Parteikongressen. Der jeweilige Parteikongress wählt daher bei jedem Kongress ein neues Zentralkomitee für fünf Jahre. Dieses Zentralkomitee wiederum tagt in der Regel am Tag nachdem der Parteikongress abgeschlossen wurde. Die Aufgabe des Zentralkomitees besteht darin sowohl das Politbüro als auch andere Organe der Parteistruktur zu wählen, die KPCh im Ausland zu vertreten und Parteiarbeit durchzuführen. Das 20. Zentralkomitee besteht aus 205 ständigen Mitgliedern und 171 wechselnden Mitgliedern.

#### Wahlen des Politbüros und des Ständigen Ausschuss des Politbüros
Am 23. Oktober 2022 hat das Zentralkomitee in seiner ersten Plenarsitzung die Wahl des Politbüros und des Ständigen Ausschuss bestätigt. In das Politbüro wurden 24 Mitglieder (anstelle von 25) gewählt. Der Ständige Ausschuss besteht wiederholt aus sieben Mitgliedern:
- Li Qiang (Jahrgang 1959) – ist ein enger Vertrauter von Xi Jinping. Li Qiang war seit 2017 der Parteisekretär von Shanghai, allgemein wird angenommen, dass er im Frühjahr 2023 das Amt des Premierministers von Li Keqiang übernehmen wird. Er gilt als wirtschaftsfreundlich, hat jedoch aufgrund des langen Lockdowns in Shanghai im Frühjahr 2022 viel Kritik auf sich gezogen. Li Qiang gilt, wie auch Cai Qi, als Beispiel dafür, dass unter Xi Jinping Loyalität wichtiger ist als gute Regierungsformen.
- Zhao Leji (Jahrgang 1957) –  bisher Sekretär der Zentralen Disziplinarkommission und auf dem 6. Rang innerhalb des Ständigen Ausschusses. Es ist davon auszugehen, dass Zhao Li Zhanshu als Vorsitzender des Ständigen Ausschuss des Nationalen Volkskongress ablösen wird.
- Wang Huning (Jahrgang 1955) – bisher der Erste Sekretär im Generalsekretariat der KPCh und auf dem 5. Rang innerhalb des Ständigen Ausschuss. Es ist davon auszugehen, dass Wang Huning Wang Yang als Vorsitzenden der Politischen Konsultativkonferenz des Chinesischen Volkes ablösen wird. Wang Huning gilt als spritus rector und graue Eminenz im Hintergrund, da auf ihn der ideologische Unterbau von Jiang Zemin, Hu Jintao und Xi Jinping zurückgeht.
- Cai Qi (Jahrgang 1955) – war bisher Parteisekretär von Peking. Er gilt als enger Vertrauter von Xi Jinping, sie kennen sich aus Xi’s Zeit in Fujian.
- Ding Xuexiang (Jahrgang 1962) – bisher Direktor des Zentralbüros der KPCh und Stabschef von Xi Jinping seit 2017. Er gilt ebenso als enger Vertrauter Xis und wird Han Zheng als Ersten Vize-Premierminister ablösen.
- Li Xi (Jahrgang 1956) – ist seit 2017 der Parteisekretär in Guangzhou und wurde zum Sekretär der Zentralen Disziplinarkommission ernannt.